# Ruy López de Villalobos
Ruy López de Villalobos (ur. ok. 1500, zm. 1546 na Molukach) – hiszpański podróżnik i odkrywca, który wyruszył na Pacyfik z Meksyku (zwanego wówczas Nową Hiszpanią) dla ustanowienia stałego osadnictwa hiszpańskiego w Azji i który w 1543 dotarł do portugalskiej linii demarkacyjnej.
López de Villalobos został wyznaczony w 1541 przez wicekróla Nowej Hiszpanii, Antonia Mendozę, pierwszego administratora kolonii hiszpańskiej w Nowym Świecie, na kierownika ekspedycji do „Islas del Poniente” (dzisiejszych Filipin). Jego flota złożona z sześciu statków z 370–400 ludźmi na pokładach wyruszyła z zachodnich wybrzeży Meksyku 25 października 1542. 25 grudnia żeglarze dostrzegli kilka płaskich wysepek, które uznali za Los Reyes odkryte przez Saavedrę. Następnego dnia dostrzegli kolejne wyspy położone na 9° lub 10° szer. geogr. północnej, które nazwali „Corrales”. Przy jednej z nich rzucili na kotwice, ale nie znalazłszy nic ciekawego pożeglowali dalej.
6 stycznia 1543 na tej samej wysokości odkryli dziesięć niewielkich wysepek, które wydały im się tak piękne, że nazwali je „Los Jardines” (Ogrody). Zdaniem historyka Martina J. Noone’a był to prawdopodobnie atol Enewetak. Pomiędzy Enewetak i Ulithi, w sztormie jaki szalał od 6 do 23 stycznia, jeden z galeonów San Cristobal pilotowany przez Ginesa de Mafrę, członka wyprawy Magellana w latach 1519–1522, oddzielił się od flotylli, docierając do wyspy Mazaua, miejsca postoju Magellana w marcu-kwietniu 1521. Wyspa ta jest często mylnie identyfikowana z Limasawą leżącą na południe od Leyte.
29 lutego flota dotarła do zatoki Baganga Bay (nazwali ją Malaga) na wschodnich wybrzeżach Mindanao. López de Villalobos nadał Mindanao nazwę Caesaria Karoli na cześć króla Karola V, bowiem wyglądała majestatycznie. Flota stała tu przez 32 dni, a załogi cierpiały głód. 31 marca postanowiono wyruszyć na poszukiwanie wyspy Mazaua, pamiętnej z dobrego przyjęcia wyprawy Magellana, ale przeciwny wiatr z północy uniemożliwił okrętom posuwanie się naprzód. Po 10-dniowych wysiłkach żeglarze zrezygnowali i popłynęli na południe, do Sarangani. Tymczasem w pierwszym tygodniu lipca pojawił się, nie wiadomo skąd, San Cristobal wyładowany zapasami żywności z wyspy Mazaua. 4 sierpnia San Juan i San Cristobal udały się na Leyte. W trzy dni później pojawili się Portugalczycy z listem gubernatora Moluków, który domagał się wyjaśnień, co robi flota hiszpańska na jego terenie. López de Villalobos odpowiedział listem datowanym 9 sierpnia, że Hiszpanie są w prawie, bowiem linia demarkacyjna nie została przekroczona.
27 sierpnia San Juan, z Bernardo de la Torre jako kapitanem, wysłany został do Meksyku ze sprawozdaniem z dotychczasowych dokonań wyprawy. Torre popłynął na północny wschód wzdłuż archipelagu Marianów. Pomiędzy 24 a 27 stopniem szerokości geograficznej północnej zaobserwował dwie grupy niewielkich wysp – obecne archipelagi Kazan i Ogasawara. Wkrótce potem jednak dostał się w strefę sztormów i był zmuszony zawrócić.
Villalobos opuścił Sarranggani by udać się ze swymi ostatnimi dwoma okrętami na Leyte, ale i tym razem plany pokrzyżowały przeciwne wiatry. San Juan i San Cristobal w kwietniu 1544 dotarły do wyspy Samar, gdzie nadano całemu archipelagowi nazwę Las Islas Felipinas na cześć króla Filipa II. Atakowany przez nieprzyjaznych krajowców, trapiony głodem i postradawszy przedostatni okręt, López de Villalobos zmuszony został do porzucenia swych osad na wyspach i zakończenia ekspedycji. Wraz z pozostałą załogą udał się na Moluki, gdzie zostali uwięzieni przez Portugalczyków.
Ruy López de Villalobos zmarł 4 kwietnia w więzieniu na wyspie Ambon. Przeżyło 117 członków załóg, a wśród nich Gines de Mafra i Guido de Lavezaris. De Mafra zostawił po sobie kilka manuskryptów z opisami żeglugi Magellana i Villalobosa po wodach Filipin, które to zapiski dostarczył do Hiszpanii jeden z jego przyjaciół. Zdolnych do podróży odesłano do Malakki, gdzie Portugalczycy zaokrętowali ich na statek płynący do Lizbony. Trzydziestu wolało zostać, między innymi de Mafra, który miał już 53 lata, a więc według ówczesnych kryteriów był za stary by móc znieść trudy oceanicznej żeglugi. Jego rękopisy pozostały nieznane przez całe stulecia. Zostały odnalezione dopiero na początku XX wieku i opublikowane w 1920.